# René Laruelle
Œuvres principales
Le "Mémorial des Femmes"
René Laruelle, né à Paris (7è arrondissement) le 25 novembre 1852 et mort dans le même arrondissement le 31 mars 1932, est un homme de lettres et collectionneur français, dont l'œuvre majeure est le "Mémorial des femmes".

## Biographie
René Laruelle naît en 1852 à Paris de Pierre-Auguste Laruelle, négociant, et d'Elisabeth Binos de Pombarat.
D'abord commis d'agent de change, il collabore avec le Bulletin des Beaux-Arts, où il publie des biographies d’artistes femmes,, et de 1896 à 1898 à la Revue Catholique des Revues où il écrit des textes à thèmes religieux. Homme de lettres, il collaborera également à différents journaux, dont La Fronde et la revue littéraire L'Echo des jeunes.

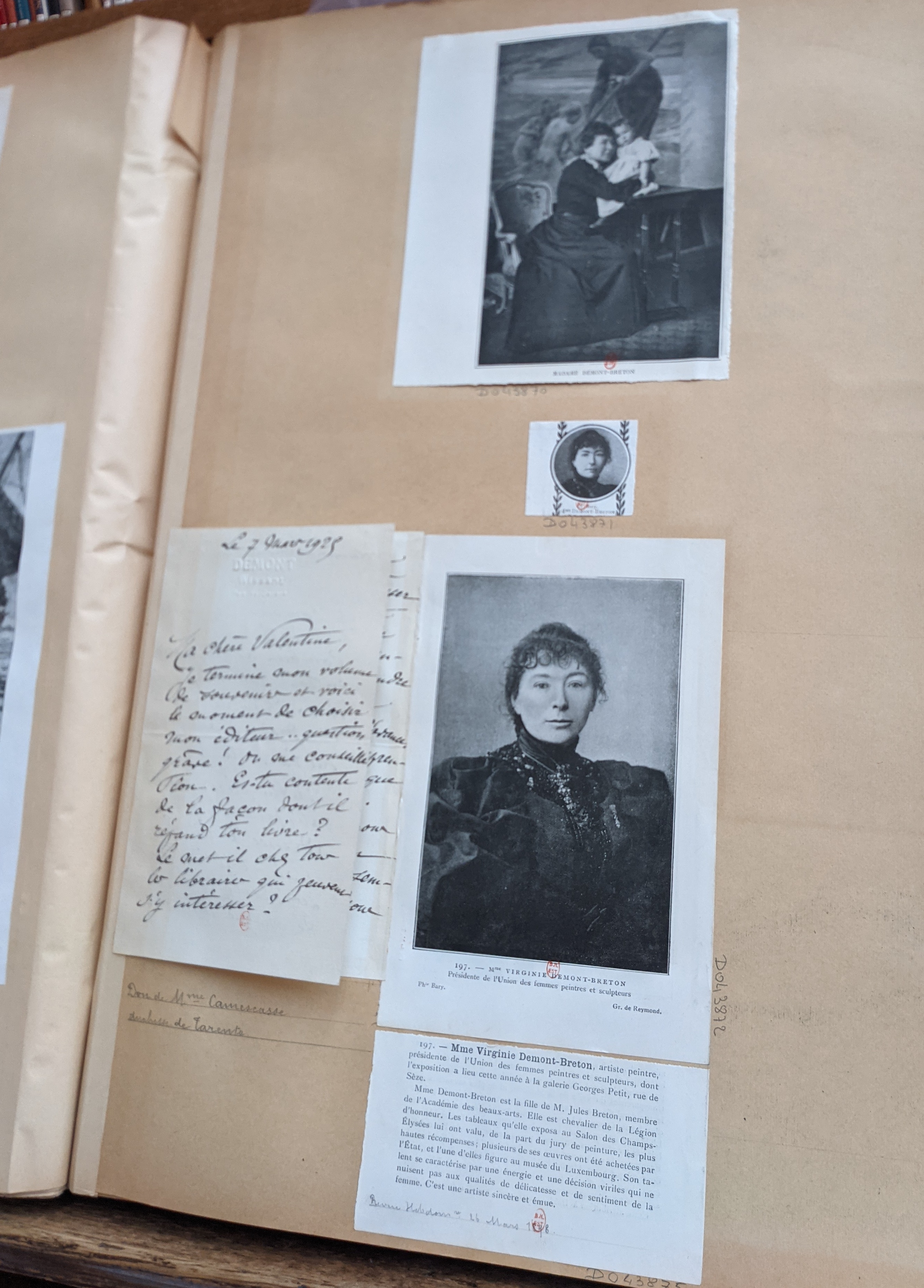
Un exemple de page du "Mémorial des Femmes" de René Laruelle, celle de l'artiste-peintre Virginie Demont-Breton.

À la suite de déception amoureuse, il commence à l'âge de 15 ans sa compilation qui deviendra son " Mémorial des Dames ", un ouvrage initialement constitué de portraits découpés dans des livres et périodiques. Les femmes, célébrités présentes ou passées, ou simplement "en vue", y sont classées selon un système original (pays, catégorie et/ou et date de naissance). La collection est particulièrement riche pour la période 1890-1920. On n'y trouve pas uniquement le gotha féminin mais aussi les grandes égéries, les femmes de lettres et les artistes, les premières féministes. Laruelle fréquente les salons des femmes de lettres et artistes parisiennes, les concerts ou autres soirées mondaines, pour glaner des documents, ou contacte les femmes par courrier après les avoir remarquées dans les revues d'art, etc. auxquelles il est abonné. Il demande aussi aux femmes peintres ou sculpteurs qui tiennent atelier de diffuser son projet de "Mémorial" auprès de leurs élèves. La plupart, quoique surprises quand elles ont encore peu de notoriété, sont honorées de sa demande de figurer dans son "Mémorial", et lui envoient les documents demandés, leurs photographies, une lettre expliquant leur motivation pour l'art, etc.
Dans cette curieuse collection de plus de 250 volumes, à laquelle il consacre toute sa vie, on trouve des portraits gravés de vingt-cinq mille femmes, depuis les souveraines, les musiciennes, les actrices, etc.
"Inlassablement, à toutes les femmes vivantes que signalaient leur talent d'artiste ou d'écrivain, leur science, leur charité, leur esprit, leur élégance, leur activité, enfin, dans quelque domaine que ce fût, M. Laruelle adressait respectueusement sa requête. Les refus chagrinaient cet excellent homme dont la ferveur admirative se doublait de ténacité. Prudemment, il entreprenait le siége de la place investie, faisait intervenir les amitiés, les influences et, presque toujours, emportait triomphalement l'autorisation de joindre à tant d'autres un portrait, quelques lignes dont il remerciait comme d'une faveur toute spéciale".
Informée de ce "Mémorial", Marguerite Durand collabore René Laruelle pour préparer son exposition Femmes célèbres du XIXe siècle du 19 au 25 novembre 1922 rue Vivienne à Paris dans les locaux de La Fronde. Laruelle présente son travail dans La Fronde en 1926 : "Toutes, en vérité, ne sont pas ce qu'on nomme pompeusement des « Femmes célèbres », mais à toutes se rattache quelque intérêt, au moins local, parfois transitoire, et le Féminisme, en particulier, trouve et trouvera dans ma récolte amplement à glaner".
En 1923, Laruelle signe une pétition en faveur d'une Académie française féminine.
Il décède célibataire, le 31 mars 1932 à son domicile du 24 avenue Duquesne (7e arrondissement). Il est inhumé au cimetière du Montparnasse.

## La réception du "Mémorial des femmes"
René Laruelle lègue son "Mémorial" à la Bibliothèque Nationale de France,. « M. René Laruelle – un érudit modeste mais persévérant – vient, par un don posthume, d’enrichir la Bibliothèque du labeur de toute sa vie, consistant en une collection de 250 albums in-folio de portraits féminins. C’est une sorte de Panthéon iconographique, doublé d’un Mémorial qui embrasse la biographie des femmes célèbres de tous les temps et de tous les pays. Grâce à ce don important et d’une documentation sûre, les lettrés pourront se renseigner avec précision sur l’histoire et la légende de toutes celles qui ont joué un rôle ici-bas. »
"Harem de papier ou innocent gynécée du célibataire ?" Pour certains, il entama cette collection en amoureux éconduit, dans un prétendu esprit de vengeance, voire en fétichiste. Pour La Croix, il agit de façon désintéressée, en "fervent chrétien et homme de bien". Pour d'autres, ce monument documentaire est fort précieux et René Laruelle, plutôt que comme un misogyne, peut être regardé comme un fervent apologiste des femmes, voire un féministe.

"Quand cette collection sera mise à la disposition du public, elle constituera un précieux document pour l'histoire féminine jusqu’à nos jours. Elle est en même temps fort curieuse par la façon dont elle a été composée. Ces nombreux portraits sont accompagnés de notices biographiques, de notations, d’autographes. Et, ce qui en fait la grande originalité, ces notices sont parfois un article de journal découpé, un écrit de la main de l’auteur, un extrait d’une œuvre. Ce travail auquel l’auteur a consacré la plus grande partie de son existence et de sa fortune (...) fait penser aux œuvres des clercs d'autrefois". 

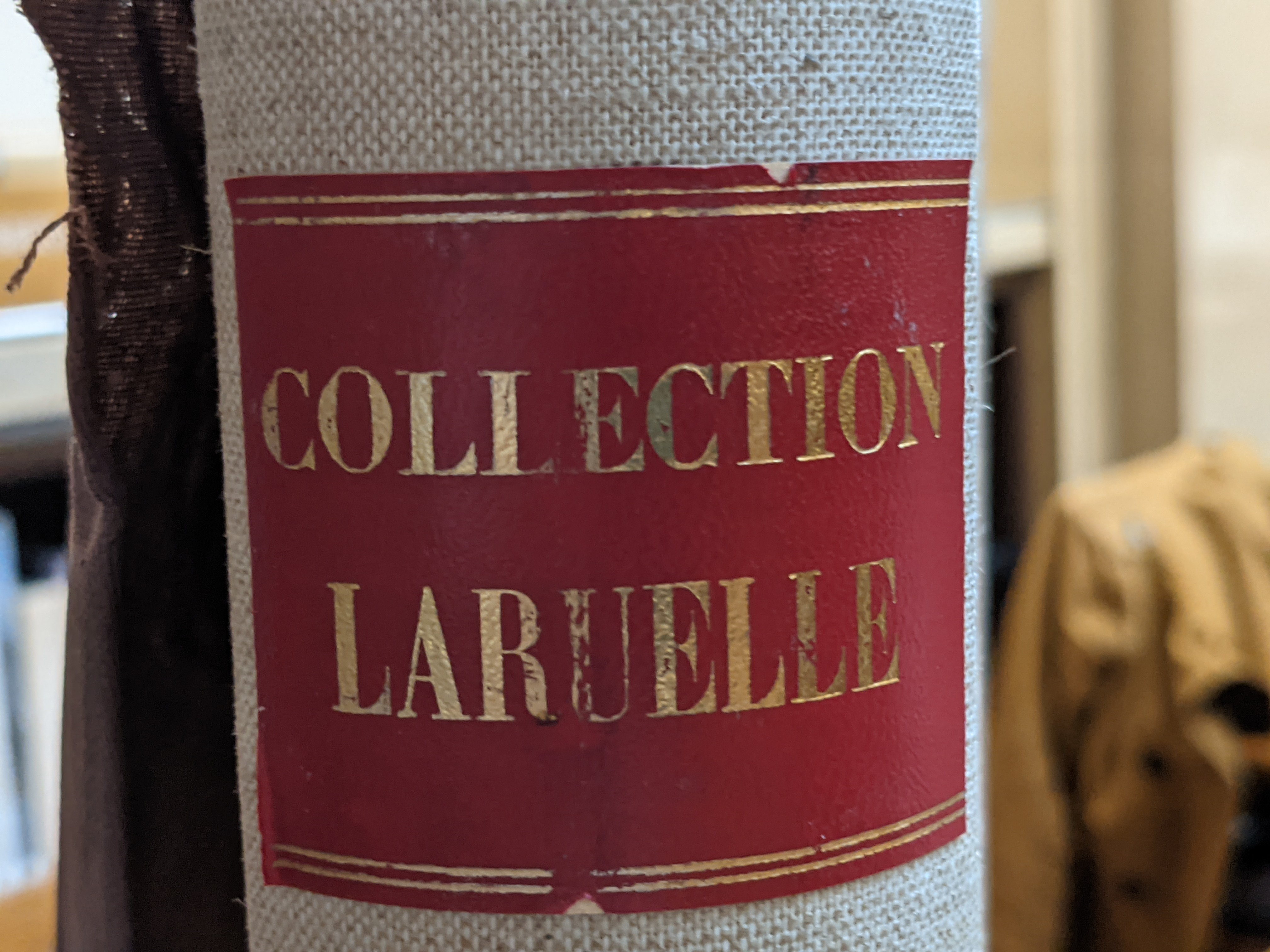
Un volume du "Mémorial" au département des estampes et de la photographie à la BNF.

Conservé au département des estampes et de la photographie, le "Mémorial"  consiste en de volumineux albums sur les pages desquelles sont collées photographies de revues d'art, lettres des artistes expliquant les motivations, photographies de femmes, extraits de bibliographies, etc... le tout classé par nationalités, puis par dates pour les femmes décédées, ou par activités pour les vivantes. Par la richesse de ces documents et l'originalité de l'œuvre, entre lubie de collectionneur et travail d'érudit, ce "fonds Laruelle" constitue une source unique sur la position des femmes dans la société, pour des travaux de recherche à venir en histoire comme en sociologie.

## Publications
- Marc et Elisabeth Duval dans Le Bulletin des Beaux-Arts, 2e année, Paris 1884, p. 185-191.
- Gustave Haller, histoire d'une contemporaine, Menetière, Pau 1884[17].
- Rosa Bonheur dans Le Bulletin des Beaux-Arts, 3e année, Paris 1885, p. 1-7.
- Madame de Courcelles dans Le Bulletin des Beaux-Arts, 3e année, Paris 1885, p. 97 et suiv.
- Marguerite Lecomte dans Le Bulletin des Beaux-Arts, 3e année, Paris 1885, p. 130-135.
- Marie d'Orléans[18]
- Portraits du Christ[18]
- Jésus dans le Temple à l'âge de 12 ans[18], Mystère sacré en un acte, grand prix d'excellence de la Confédération artistique et littéraire de France en 1903[19].
- Le Mémorial des Femmes, leg à la BNF en 1932[5].